# Kamilla Rytter Juhl
Kamilla Rytter Juhl (Skagen, 23 de novembro de 1983) é uma jogadora de badminton dinamarquesa, medalhista olímpica e especialista em duplas.

## Carreira
Kamilla Rytter Juhl representou seu país nos Jogos Olímpicos de Verão de 2016 conquistando a medalha de prata, nas duplas femininas ao lado de Christinna Pedersen.